# 蘭德爾曼 (北卡羅萊納州)
蘭德爾曼（英語：Randleman）是一個位於美國北卡羅萊納州蘭道夫縣的城市。

## 人口
根據2020年美國人口普查的數據，蘭德爾曼的面積為10.67平方千米，當中陸地面積為10.57平方千米，而水域面積為0.10平方千米。當地共有人口4595人，而人口密度為每平方千米431人。